# Cacaban (Magelang Tengah)
Cacaban is een bestuurslaag in het regentschap Magelang van de provincie Midden-Java, Indonesië. Cacaban telt 7583 inwoners (volkstelling 2010).